# Punto (Einheit)
Ein italienisches Längenmaß war in Parma der Punto.
Er unterteilte sich in 
- 1 Punto = 10 Pariser Linien = 1/45 Meter
- 1 Punto = 12 Atomi
- 12 Punti = 1 Onca
- 144 Punti = 1 Braccio
- 144 Punti = 1 Pertica